# MiG-105
Mikojan-Gurevič MiG-105, součást sovětského programu známého jako Spiral, byl zkušební letoun sloužící ke zkoumání ovladatelnosti v nízké rychlosti letu a přistání. Jednalo se o viditelný pokrok v sovětském pokusu vytvořit kosmoplán. Původně byl stroj koncipován jako odpověď na americký Boeing X-20 Dyna-Soar a byl ovlivněn výzkumem vztlaku, který se prováděl v Armstrongově leteckém výzkumném středisku. MiG-105 měl přezdívku Lapot podle lýčených bot láptí, které připomínají tvar přídě letounu. 

## Vývoj
Práce na programu začala roku 1965, dva roky po zrušení amerického protějšku Dyna-Soar. K zastavení projektu došlo roku 1969, krátce byl obnoven v roce 1974 v reakci na začínající americký program Space Shuttle. Zkušební letoun se poprvé do vzduchu dostal v roce 1976 po startu z Moskvy. Došlo k přeletu na letiště Žukovskij. Letové testy, jichž proběhlo celkem 8, pokračovaly až do roku 1978. Skutečný kosmický raketoplán byl však zrušen a přednost byla dána projektu Buran. Zkušební letoun dosud existuje a je k vidění v Ústředním muzeu vojenského letectva v Moninu. 

## Rozdíly mezi MiG-105 a X-20
- X-20 měl startovat na špici nosné rakety, zatímco MiG-105 měl být vynesen do vyšší nadmořské výšky pod letounem, odkud měl již startovat vlastní silou.
- X-20 byl vymyšlen jako vztlakové těleso, zatímco MiG-105 měl mít inovativní měnitelnou geometrii křídla.
- X-20 měl přistávat jednorázově a bezmotorově. MiG-105 mohl pokus o přistání několikrát opakovat v případě nezdařeného prvního pokusu.
- X-20 měl mít tepelný štít ze superslitin kovů jako niob, wolfram nebo molybden. MiG-105 měl využívat slitinu niobu a dvojkřemitanu molybdenu a dále ocelové pokovení namontované na kloubových keramických ložiscích, což umožnilo tepelnou roztažnost během návratu.
- X-20 měl pro případ havárie v průběhu startu rakety na tuhé pohonné hmoty, které by kosmoplán oddělily od nosné rakety. Naproti tomu MiG-105 měl využívat oddělení části kabiny, která by potom přistála na padácích jako běžná kosmická loď.

## Piloti
V 60. letech byla vytvořena skupina kosmonautů připravujících se na lety na MiG-105. Ta prošla mnoha změnami a nakonec byla rozpuštěna úplně. Mezi členy skupiny patřili: 
- German Titov – druhý kosmonaut světa, letěl na misi Vostok 2
- Vasilij Lazarev – později letěl například na misi Sojuz 12
- Aviard Fastovec – pilotoval letoun během většiny atmosférických testů

## Specifikace

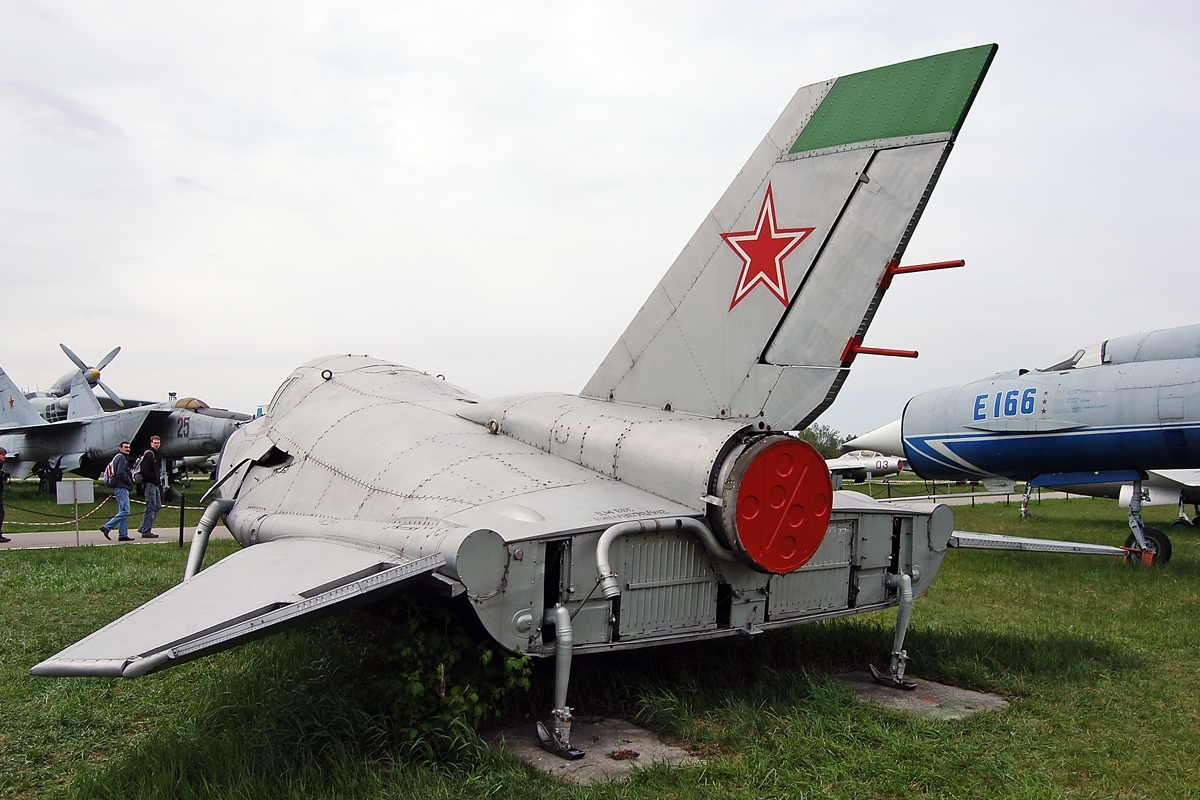
MiG-105

Obecná charakteristika 
- Počet kosmonautů: 1
- Délka: 10,6 m
- Rozpětí: 6,7 m
- Plocha křídel: 24 m²
- Prázdná hmotnost: 3500 kg
- Hmotnost s palivem: 4220 kg